# Fissolimbus fallaciosus
Fissolimbus fallaciosus — вид грибів, що належить до монотипового роду Fissolimbus.